# Luft-/Bodenschießplatz Nordhorn
Der Luft-/Bodenschießplatz Nordhorn (bis 2001 Nordhorn Air To Ground Weapon Range (kurz Nordhorn Range)) ist ein bei Nordhorn gelegener Truppenübungsplatz für die deutsche Luftwaffe. Das 2.193 ha große Gebiet ist das größte von der Luftwaffe genutzte Übungsgelände in Deutschland. Der Schießplatz ist dem Unterstützungskommando der Bundeswehr unterstellt und gehört zum „Bereich Truppenübungsplatzkommandantur NORD“.

## Geschichte

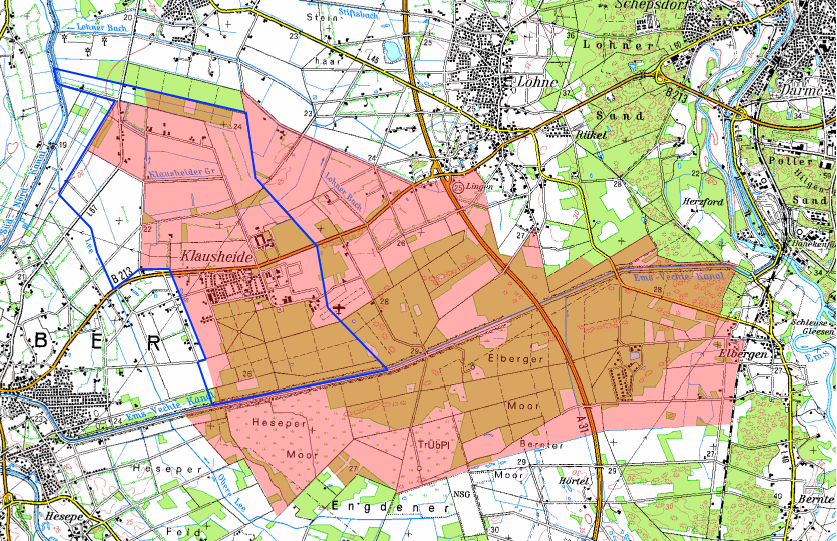
Ausdehnung des gesamten Gutsbezirks Clausheide im Jahr 1914

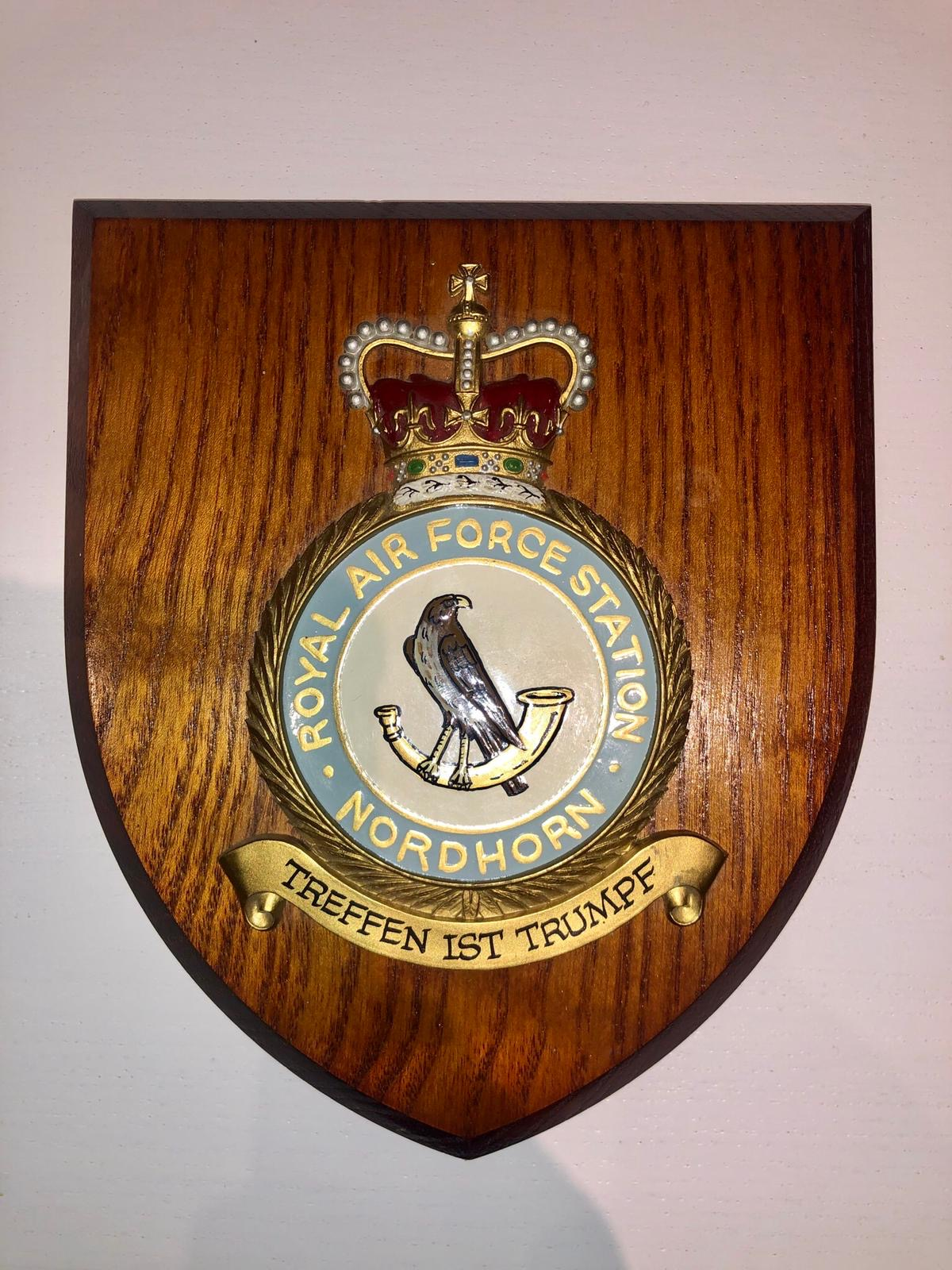
Wappen der Royal Air Force Station Nordhorn ca. 1945–2001

Der Luft-/Bodenschießplatz liegt auf dem Gebiet von vier Gemeinden: Nordhorn (Gemarkung Hesepe), Wietmarschen (Gemarkung Lohne), Emsbüren (Gemarkung Elbergen) und Engden. Der Platz war ursprünglich Teil von Gut Klausheide, das 1914 von Berta und Gustav Krupp von Bohlen und Halbach gegründet und nach ihrem Sohn Claus benannt worden war.
Während auf dem Nordteil des Geländes (nördlich des Ems-Vechte-Kanals) der Gutshof, eine Arbeiterkolonie und der Flugplatz Klausheide entstanden und der Großteil kultiviert und land- und forstwirtschaftlich genutzt wurde, blieb der Südteil weitgehend ungenutzt. Nach dem Ersten Weltkrieg hatte die Familie Krupp von Bohlen und Halbach kein Interesse mehr an der Nutzung des südlichen Geländes und stellte es daher 1933 der Reichswehr zur Verfügung. Diese nutzte es zunächst als Artillerie-Schießplatz. Mit Beginn des Zweiten Weltkriegs wurde das Gelände auch als Bombenabwurfplatz der Luftwaffe genutzt.
Nach dem Zweiten Weltkrieg wurde der Übungsplatz von der Royal Air Force Germany übernommen, die weitere Flächen erwarb. Da mit Beginn des Kalten Krieges in den 1950er Jahren die Nutzungshäufigkeit zunahm, kam es ab 1954 zu ersten Protesten in der Bevölkerung. Dazu trug auch die steigende Zahl von Fehlwürfen auf Flächen außerhalb des jetzt Nordhorn Range genannten Platzes bei.
Am 17. November 1978 trat die Verordnung über die Festsetzung des Lärmschutzbereichs für den Luft/Boden-Schießplatz Nordhorn (LSbV-Nordhorn) vom 9. November 1978 in Kraft. Im Jahr 1988 wurde das Naturschutzgebiet Engdener Wüste eingerichtet und 2002 auf 1.012 Hektar erweitert, so dass nunmehr fast die Hälfte des Platzes unter Naturschutz steht. Auf dem Platz wurden seit 2014 wiederholt Wölfe gesichtet.
Des Weiteren waren während des Kalten Krieges für die nahegelegenen, zu diesem Zeitpunkt noch weitgehend in der Planung befindlichen, Bundesautobahnen 30 und 31 Autobahn-Behelfsflugplätze vorgesehen, welche aber nicht mehr realisiert wurden.
Nach mehr als fünfzig Jahren Nutzung übergab die Royal Air Force den Übungsplatz 2001 an die Bundeswehr, welche ihn unter dem Namen Luft-/Bodenschießplatz Nordhorn (SPlKdo Nordhorn) weiter betreibt. Truppendienstlich ist er jedoch nicht, wie zu vermuten wäre, der Luftwaffe unterstellt, sondern er gehört zum Bereich Truppenübungsplatzkommandantur NORD des Unterstützungskommandos der Bundeswehr. Aufgabenschwerpunkte sind die Koordination der Nutzung und der Ausbau der Übungsplätze. Nach Übernahme des Platzes durch die Bundeswehr wurde mit der systematischen Entfernung von Blindgängern aus achtzig Jahren Nutzung begonnen.
Um die Bevölkerung zu entlasten, sollten die Bombenabwürfe teilweise auf den Truppenübungsplatz Wittstock im Land Brandenburg verlagert werden, sobald für diesen eine vollziehbare Nutzungsgenehmigung vorliege. Zuletzt hatte aber das Oberverwaltungsgericht Berlin-Brandenburg im März 2009 Urteile der Vorinstanz bestätigt, dass auf dem brandenburgischen Areal auch künftig keine Tiefflieger trainieren dürfen. Das Verteidigungsministerium hat diese Entscheidung akzeptiert und keine Revision eingelegt. Nachdem mit der Siegenburg Range in Bayern ein weiterer Übungsplatz geschlossen wurde und der Platz im Stationierungskonzept 2011 weiter vorgesehen ist, gilt eine längerfristige Nutzung als wahrscheinlich.

## Nutzung
Der in Ost-West-Ausdehnung 10 km breite und in Nord-Süd-Ausdehnung 9 km tiefe, zu 68 Prozent mit Wald bedeckte Übungsplatz ermöglicht das Luft-/Bodenschießen, den Bombenwurf auch bei Nacht. Des Weiteren sind Möglichkeiten für Sprengungen gegeben.
Fliegende Verbände der NATO, welche die Range nutzen, sind:
- DA Defence Services mit A-4N aus Wittmund,
- 480th FS der USAF mit F-16CM aus Spangdahlem
- 312 Sqn der KLu/RNLAF mit F-16AM/BM vom Militärflugplatz Volkel,
- 313 Sqn der KLu/RNLAF mit F-16AM/BM aus Volkel,
- 322 Sqn der KLu/RNLAF mit F-16AM/BM aus Leeuwarden,
- 323 Sqn der KLu/RNLAF mit F-16AM/BM aus Leeuwarden,
- 1 Sm der FAB mit F-16AM/BM aus Florennes,
- 31 Sm der FAB mit F-16AM/BM aus Kleine Brogel,
- Taktisches Luftwaffengeschwader 51 „Immelmann“ der Luftwaffe mit Tornado IDS aus Jagel,
- Taktisches Luftwaffengeschwader 31 „Boelcke“ (TaktLwG 31 „B“) der Luftwaffe mit Eurofighter Typhoon GS/GT aus Nörvenich,
- Taktisches Luftwaffengeschwader 33 (TaktLwG 33) der Luftwaffe mit Tornado IDS aus Büchel

Derzeit erfolgen pro Jahr rund 750 Übungseinsätze der Luftwaffe.

## Kritik und Bemühungen um eine Schließung des Platzes
Seit Beginn der Nutzung des Platzes für Zielübungen ist er Kritik ausgesetzt. Grund hierfür sind der Fluglärm und die Umweltbelastung, die Nähe des Kernkraftwerks Emsland und einzelne Fehlwürfe. Eine Aufgabe des Platzes wird von allen Fraktionen des Nordhorner Stadtrates, sowie von höheren Ebenen der jeweiligen Parteien gefordert.
Nach dem erwähnten erfolgreichen Klageverfahren brandenburgischer Kommunen und Bürgervereinigungen gegen den Truppenübungsplatz Wittstock („Bombodrom“) in Brandenburg, das seit Ende 2000 auf Grund von Entscheidungen des Bundesverwaltungsgerichts und des Verwaltungsgerichts Potsdam von der Bundeswehr nicht mehr genutzt werden durfte, hatten die Landkreise Grafschaft Bentheim und Emsland, die Städte Nordhorn und Lingen, die Samtgemeinde Schüttorf sowie die Gemeinden Wietmarschen, Emsbüren und Geeste gemeinschaftlich Klage gegen die weitere Nutzung von Nordhorn-Range erhoben.
Mit Urteil vom 16. Juli 2010 wies das Verwaltungsgericht Osnabrück diese Klage indes ab, weil die klagenden Kommunen ihr „Abwehrrecht“ verwirkt hätten. Auf Grund der langjährigen Nichtgeltendmachung des Abwehrrechts (von 2001 bis 2008) stelle „sich dessen Geltendmachung als Verstoß gegen Treu und Glauben dar“. Auch der darauf gestellte Antrag auf Zulassung einer Berufung gegen das Urteil wurde mit Beschluss vom 24. Januar 2012 vom 7. Senat des Niedersächsischen Oberverwaltungsgerichts (OVG) in Lüneburg abgewiesen. Insbesondere könnten sich die Kläger nicht mit Erfolg darauf berufen, dass sie zunächst den Abschluss des verwaltungsgerichtlichen Verfahrens zum „Bombodrom“ in Brandenburg abwarten wollten: „Ihre langjährige Untätigkeit war jedenfalls geeignet, aufseiten der Beklagten den Eindruck zu erwecken, der Übergang von Nordhorn-Range auf die Bundeswehr werde zumindest mit rechtlichen Mitteln nicht angegriffen.“ Damit ist das Urteil der Osnabrücker Verwaltungsrichter rechtskräftig geworden.
Des Weiteren kämpfen verschiedene Bürgerinitiativen, so z. B. die Notgemeinschaft Nordhorn-Range e. V., welche als eine der ersten Bürgerinitiativen bundesweit gilt, für eine Schließung. Diese ging aus Protesten von Anwohnern hervor, welche am 8. Juli 1971 den Platz als Zeichen des Protestes besetzten. Infolgedessen musste der Flugbetrieb für 24 Stunden eingestellt werden.